# Vicariato apostolico di San José del Amazonas
Il vicariato apostolico di San José del Amazonas (in latino Vicariatus Apostolicus Sancti Iosephi de Amazones) è una sede della Chiesa cattolica in Perù immediatamente soggetta alla Santa Sede. Nel 2022 contava 151.000 battezzati su 206.000 abitanti. È retto dal vescovo José Javier Travieso Martín, C.M.F.

## Territorio
Il vicariato apostolico comprende le province di Mariscal Ramón Castilla e di Putumayo e la parte orientale della provincia di Maynas nella regione peruviana di Loreto.
Sede del vicariato è la città di Indiana, dove si trova la cattedrale di San Giuseppe Operaio.
Il territorio diocesano si estende per 150.000 km² ed è suddiviso in 11 parrocchie.

## Storia
La prefettura apostolica di San José del Amazonas fu eretta il 13 luglio 1945 con la bolla In catholici orbis di papa Pio XII, ricavandone il territorio dal vicariato apostolico di San León del Amazonas (oggi vicariato apostolico di Iquitos).
Il 3 luglio 1955 lo stesso papa Pio XII con la bolla Etsi paterna ha elevato la prefettura apostolica a vicariato apostolico.
Il vicariato apostolico è affidato all'Ordine dei frati minori della provincia di Saint Joseph del Canada.

## Cronotassi dei vescovi
Si omettono i periodi di sede vacante non superiori ai 2 anni o non storicamente accertati.
- José Damase Laberge, O.F.M. † (4 gennaio 1946 - 25 dicembre 1968 deceduto)
- Lorenzo Rodolfo Guibord Lévesque, O.F.M. † (29 maggio 1969 - 17 gennaio 1998 ritirato)
- Alberto Campos Hernández, O.F.M. (17 gennaio 1998 - 8 agosto 2011 dimesso)
  - Sede vacante (2011-2014)[1]
- José Javier Travieso Martín, C.M.F., dal 1º novembre 2014

## Statistiche
Il vicariato apostolico nel 2022 su una popolazione di 206.000 persone contava 151.000 battezzati, corrispondenti al 73,3% del totale.
| anno | popolazione | popolazione | popolazione | presbiteri | presbiteri | presbiteri | presbiteri                | diaconi | religiosi | religiosi | parrocchie |
| anno | battezzati  | totale      | %           | numero     | secolari   | regolari   | battezzati per presbitero | diaconi | uomini    | donne     | parrocchie |
| ---- | ----------- | ----------- | ----------- | ---------- | ---------- | ---------- | ------------------------- | ------- | --------- | --------- | ---------- |
| 1950 | 40.000      | 45.000      | 88,9        | 8          |            | 8          | 5.000                     |         |           |           | 5          |
| 1960 | 58.500      | 63.000      | 92,9        | 16         | 2          | 14         | 3.656                     |         |           | 40        | 10         |
| 1970 | 70.000      | 75.000      | 93,3        | 21         | 7          | 14         | 3.333                     |         | 21        | 49        |            |
| 1976 | 100.000     | 106.000     | 94,3        | 18         | 6          | 12         | 5.555                     |         | 22        | 46        | 13         |
| 1980 | 111.000     | 118.000     | 94,1        | 17         | 7          | 10         | 6.529                     |         | 17        | 42        | 11         |
| 1990 | 76.149      | 82.649      | 92,1        | 17         | 7          | 10         | 4.479                     |         | 15        | 31        | 11         |
| 1999 | 95.400      | 107.840     | 88,5        | 17         | 9          | 8          | 5.611                     |         | 14        | 24        | 10         |
| 2000 | 95.400      | 107.840     | 88,5        | 20         | 10         | 10         | 4.770                     |         | 16        | 31        | 11         |
| 2001 | 118.440     | 143.389     | 82,6        | 19         | 8          | 11         | 6.233                     |         | 17        | 34        | 11         |
| 2002 | 120.567     | 149.965     | 80,4        | 16         | 5          | 11         | 7.535                     | 1       | 13        | 27        | 11         |
| 2003 | 121.359     | 159.647     | 76,0        | 17         | 5          | 12         | 7.138                     | 1       | 16        | 28        | 10         |
| 2004 | 123.392     | 164.680     | 74,9        | 18         | 4          | 14         | 6.855                     |         | 17        | 29        | 10         |
| 2010 | 132.000     | 180.000     | 73,3        | 12         | 3          | 9          | 11.000                    | 1       | 13        | 36        | 11         |
| 2014 | 137.500     | 188.000     | 73,1        | 11         | 5          | 6          | 12.500                    |         | 7         | 31        | 12         |
| 2017 | 142.050     | 194.150     | 73,2        | 14         | 6          | 8          | 10.146                    |         | 11        | 25        | 13         |
| 2020 | 147.200     | 201.350     | 73,1        | 13         | 8          | 5          | 11.323                    |         | 7         | 32        | 11         |
| 2022 | 151.000     | 206.000     | 73,3        | 14         | 8          | 6          | 10.785                    |         | 7         | 37        | 11         |